# Рикардо Коста де Оливеира
Рикардо Коста де Оливеира (енгл. Ricardo Costa de Oliveira, рођен 14. јуна 1982) је спортиста са оштећеним видом из Бразила који се такмичи у скоку у даљ и спринту на 100 м. Освојио је златну медаљу у скоку у даљ (класа Ф11) на Летњим параолимпијским играма 2016.
Такмичио се у мушком скоку у даљ – финале Т11 и на Летњим параолимпијским играма 2020. у Токију.
Његова сестра Силванија Коста де Оливеира такође је освојила златну медаљу у дисциплини Т11 у скоку удаљ за жене на Летњим параолимпијским играма 2016.